# Mycena vinaceipora
Mycena vinaceipora är en svampart som beskrevs av Segedin 1991. Mycena vinaceipora ingår i släktet Mycena och familjen Mycenaceae.   Inga underarter finns listade i Catalogue of Life.